# ジョン・スローン

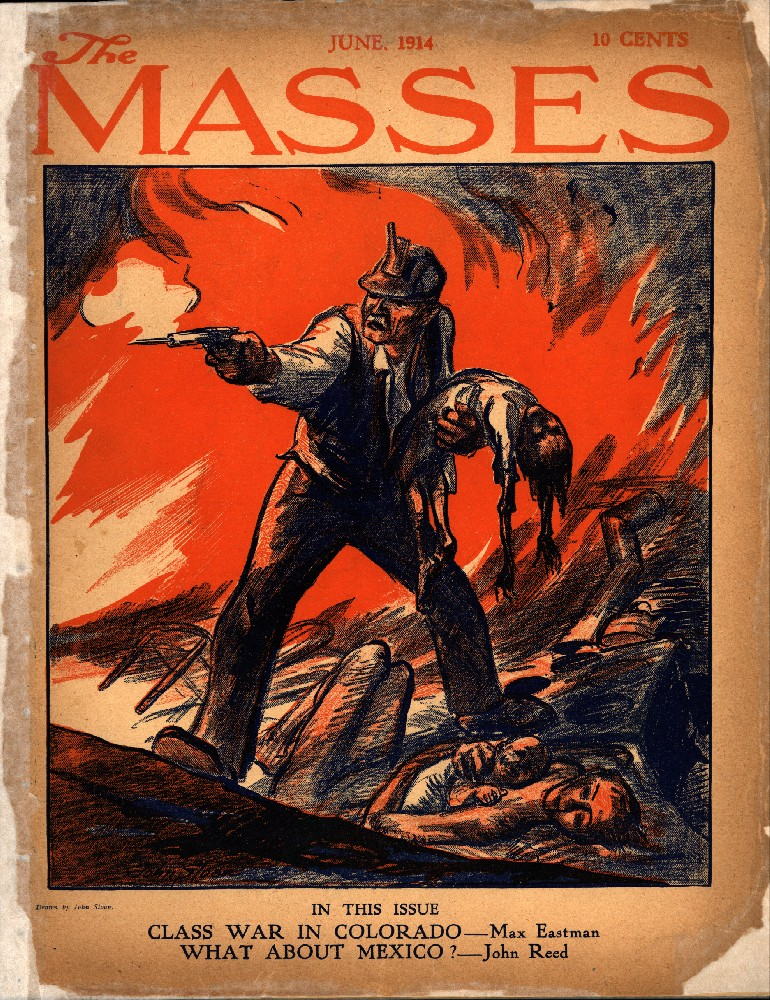
「The Masses」表紙絵(1914)

ジョン・フレンチ・スローン（英語: John French Sloan, 1871年8月2日 - 1951年9月7日）はアメリカ合衆国の画家、イラストレーターである。アメリカの都会の人々を題材に描き、「アメリカン・リアリズム」や「アシュカン派」の画家の一人に位置づけられている。

## 略歴
ペンシルベニア州、クリントン郡のロック・ヘーヴン (Lock Haven) で、教師の母親と大工などの仕事をした父親の間に生まれた。父親は熱心なアマチュア画家だった。フィラデルフィアの高校で学び、同じ高校で画家になるウィリアム・グラッケンズと美術収集家になるアルバート・C・バーンズ (Albert C. Barnes) と知り合った。17歳の時父親が精神疾患を患ったため、高校を退学して家族のために働くことになり、本や版画などを売る美術店の店員として働いた。仕事の合間に絵を描き始め、版画も学び、作品を店で売ってもらえるようになった。同じ美術店から独立して出版者を開いたA・エドワード・ニュートン (A. Edward Newton) に頼まれて、1890年にニュートンの出版社でイラストレーターとして働くようになり、グリーティングカードやカレンダーのデザインをするようになった。その年、フィラデルフィアの専門学校 (Spring Garden Institute) の夜間コースで初めての専門的教育を受けた。1892年にニュートンの出版社から独立したが、仕事が十分に得られなかったので、フィラデルフィアの新聞社、「フィラデルフィア・インクワイアラー」にイラストレーターとして雇われた。その年の後半からフィラデルフィアのペンシルベニア美術アカデミーの夜間コースで学び始め、トマス・アンシュッツの指導を受けた。
この頃、パリでの修行から帰った画家のロバート・ヘンライと知り合い、スローンはヘンライと同志として行動し、「アシュカン派」の一人とされるようになった 、1893年に、ヘンライ、グラッケンズ、ジョージ・ラクス、エヴァレット・シンらと美術家集団、「Charcoal Club」を設立するがこのグループは短命だった。1898年に結婚し、1904年にニューヨークに移った。画家としては十分な収入が得られず、新聞の挿絵や、書籍の挿絵で収入を補っていた。1906年からニューヨークン美術学校（後のパーソンズ美術大学）で教えた。1908年に、ヘンライが「Charcoal Club」のメンバーにモーリス・プレンダーガスト、アーネスト・ローソン、アーサー・ボーウェン・デービスを加えて、「The Eight」を結成し、ニューヨークの画廊でグループ展を企画し、さらにアメリカ各地で展覧会を開き、彼らの新しい美術のスタイルは話題を呼んだ。
スローンは社会に関する関心から1911年から、社会主義雑誌「The Masses（マッシズ：大衆）」の編集に加わり、別の社会主義雑誌「Call」や「Coming Nation」にも挿絵を提供したが、1916年には意見の相違から「The Masses」の編集を離れた。
1913年にアメリカで初めて開かれた大規模な国際美術展、アーモリーショーの組織委員の一人となり、作品を展示した。
1914年から、アート・スチューデンツ・リーグ・オブ・ニューヨークで教え、1918年から夏は、ニューメキシコ州のサンタフェで過ごすようになった。1917年に第1回の展覧会を開いたニューヨークの独立芸術家協会の創立会員にグラッケンズらとなり、1922年にはグラッケンズの後任として会長になり、亡くなるまで会長を続けた。

## 作品

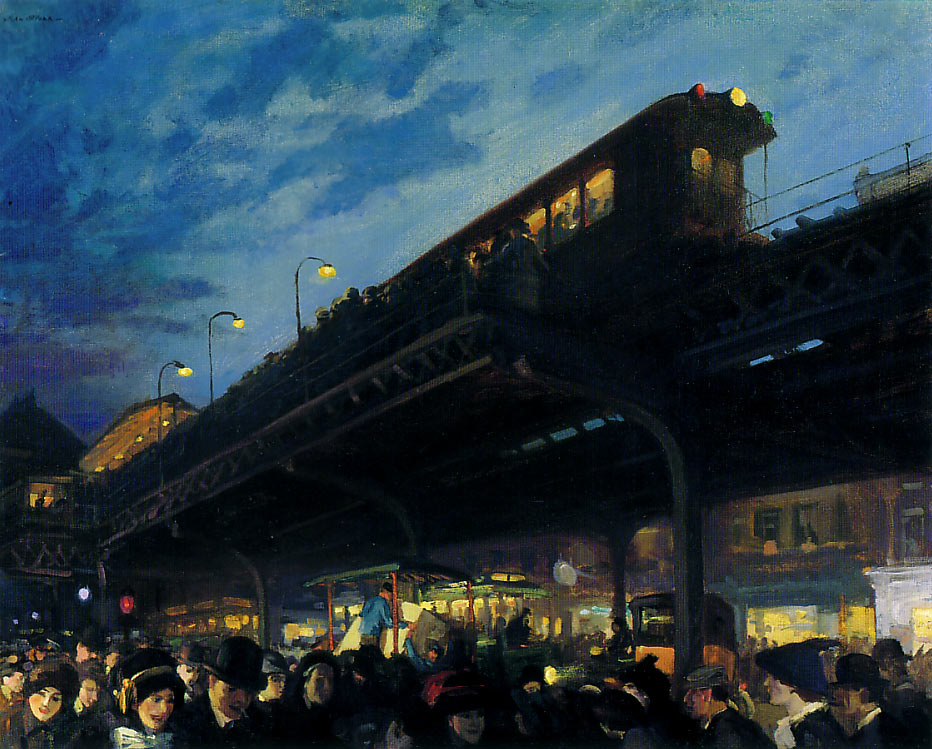
"sixoclock, Winter" (1912)
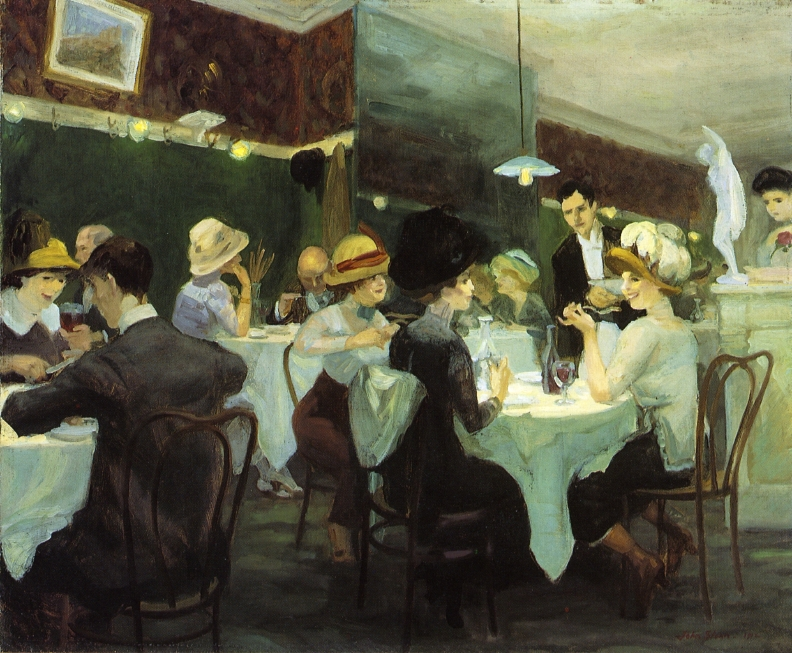
"Renganeschi's Saturday Night" (1912) シカゴ美術館 蔵
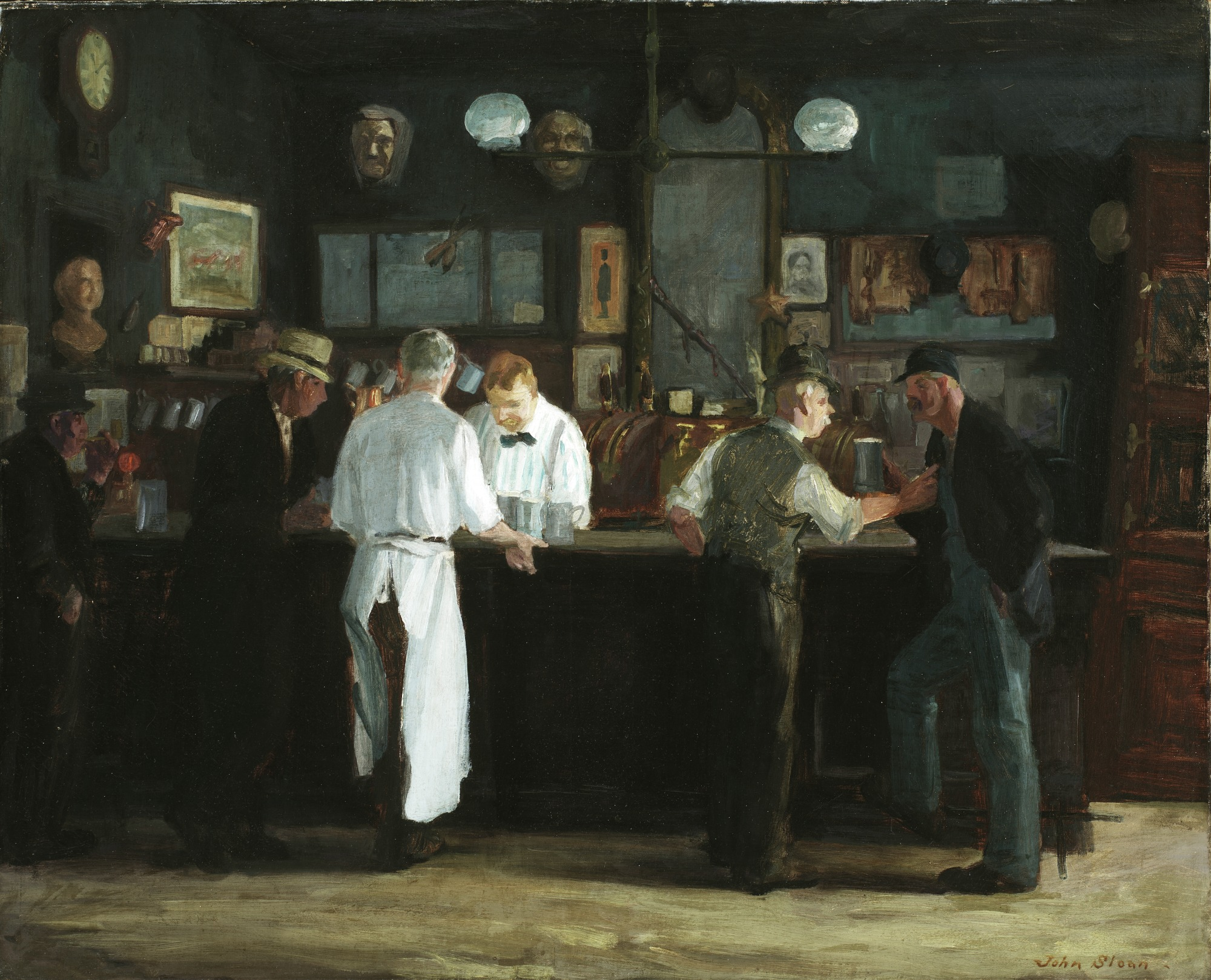
"McSorley's Bar" (1912) デトロイト美術館 蔵

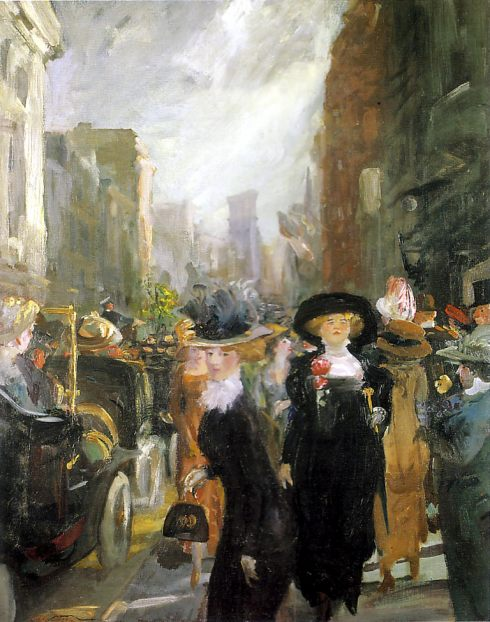
"fifth Avenue New York"(1912)
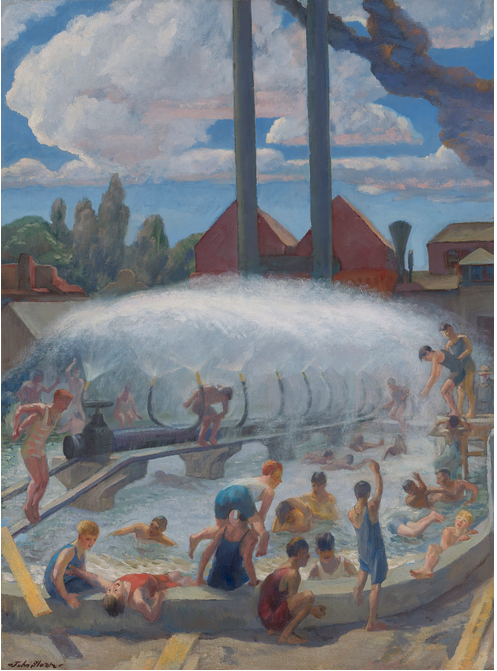
"Water and light, Santa Fe" (1924)
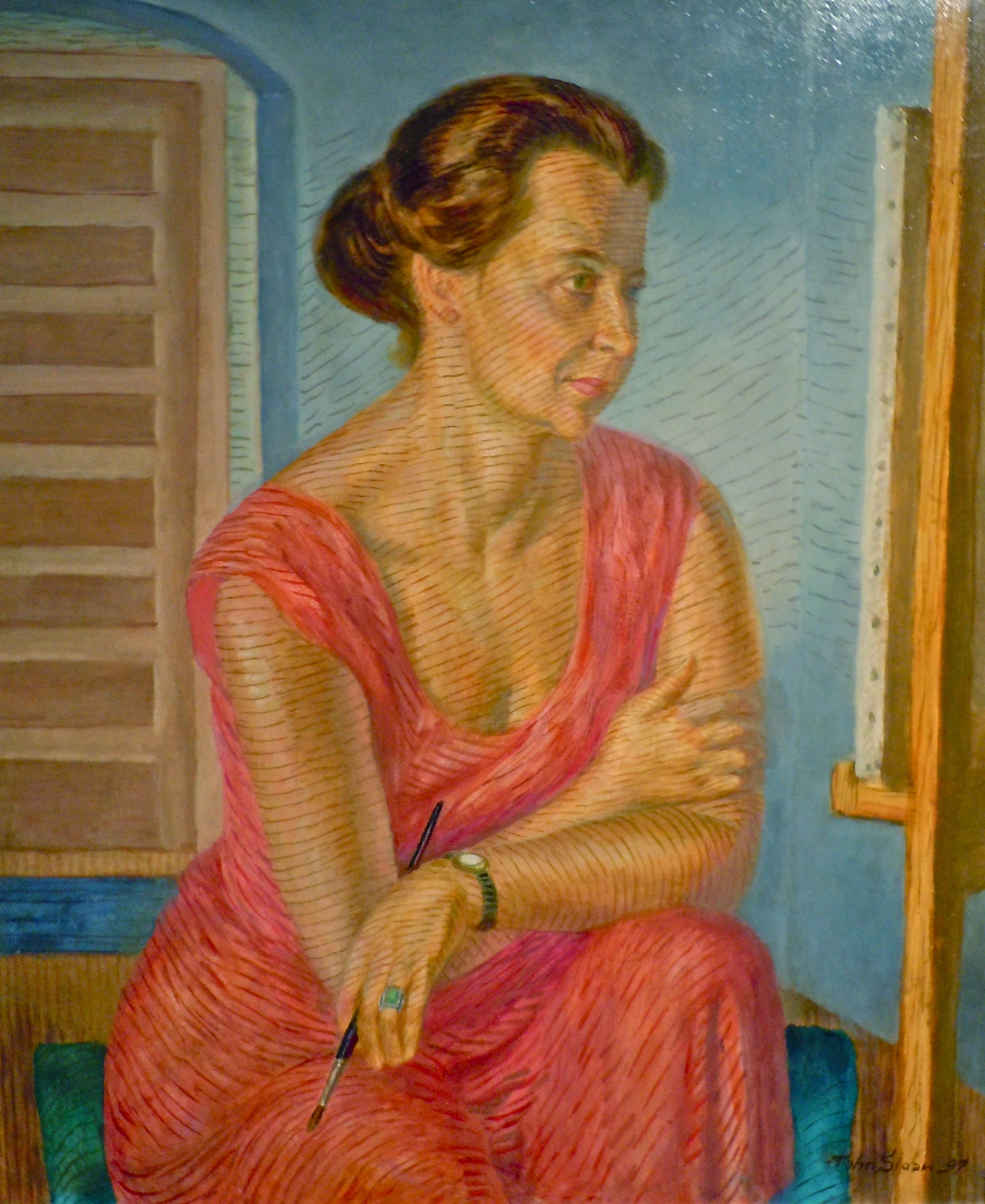
Portrait of Helen Parr Sloan" (1947) デラウェア美術館 蔵
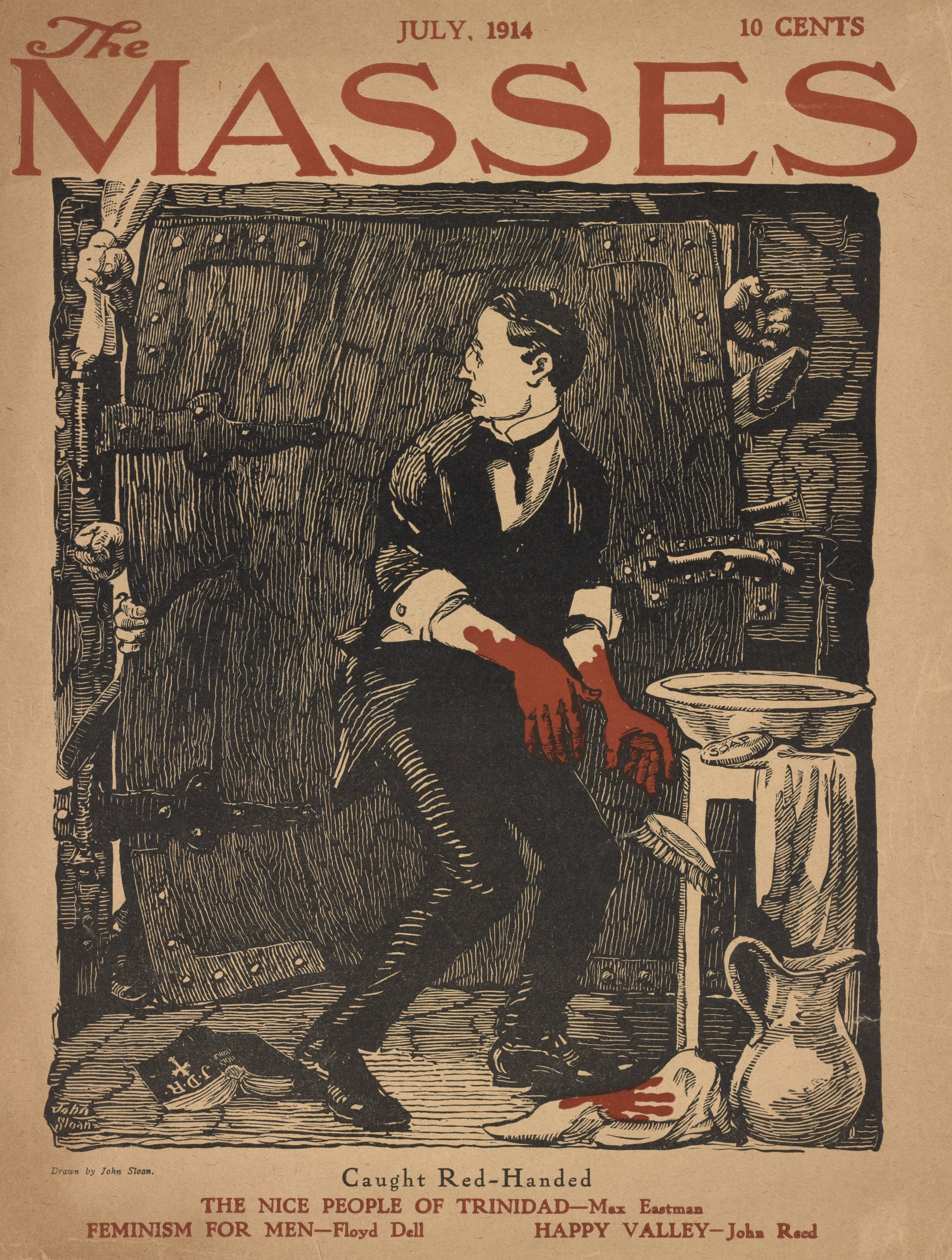
「The Masses」表紙絵(1914)